# WDR 3
WDR 3 – niemiecka stacja radiowa, należąca do Westdeutscher Rundfunk (WDR), publicznego nadawcy radiowo-telewizyjnego działającego w kraju związkowym Nadrenia Północna-Westfalia. 

## Charakterystyka
Stacja była uruchamiana stopniowo w latach 1962-1964, jej koncepcja była wzorowana na BBC Third Programme. Jest adresowana jest do osób zainteresowanych tematyką kulturalną, zwłaszcza tzw. kulturą wysoką. Ramówka składa się głównie z audycji mówionych oraz muzyki poważnej.

## Dostępność
W swoim macierzystym kraju związkowym stacja dostępna jest w analogowym i cyfrowym przekazie naziemnym, a także w sieciach kablowych. Ponadto można jej słuchać w przekazie internetowym oraz niekodowanym przekazie z satelity Astra 1M.